# Jerusalem (virus informático)
El virus Jerusalem o Jerusalén, también conocido como Viernes 13, es uno de los más destacados en la historia de los virus informáticos. Su descubrimiento y aislamiento en 1987 por la Universidad Hebrea de Jerusalén, y tuvo en vela a cientos de usuarios que desconocían por completo que los computadores también podían ser enfermados por “virus”.

## Características
Este virus se instalaba automáticamente en la RAM de las computadoras, tomando el control de las interrupciones entre las 8:00 y las 21:00. Desde allí afectaba únicamente a los archivos .EXE y .COM.
Su descubrimiento se produjo gracias a un fallo en la estructura vírica por la que Jerusalén no detectaba los archivos .exe que ya había infectado, por lo que se enzarzaba en un bucle, re-infectando una y otra vez los mismos archivos. Cada vez que el usuario abría un archivo, Jerusalén se incorporaba a él, haciendo que este aumentara su peso en 2 KB, creciendo cada vez más hasta que el sistema operativo MS-DOS fuera incapaz de soportarlo, ya que en esa época la RAM no sobrepasaba los 640 kB y los discos duros promediaban entre los 20 y 30 MB.
Aparentemente, los efectos del virus Jerusalén no parecían devastadores, pues solo ralentizaban los procesos realizados por el usuario mientras trabajaba con archivos instalados en su ordenador. Esta lentitud era causada por un bucle infinito sin instrucción alguna en la INT 8h. La realidad era que este virus estaba preparado para eliminar todos aquellos archivos que había infectado previamente, pero al igual que los virus “orgánicos”, Jerusalén fue programado con un período de incubación de un año (si el virus hubiera actuado en el mismo momento en que infectó un programa, su efecto sería mínimo y su creador hubiera sido descubierto con extrema rapidez); estaba previsto que el 13 de mayo de 1988 comenzase con su devastadora “limpieza” de archivos (luego se comprobó que el virus tenía programado no actuar si el año era 1987).
Pese a haber sido descubierto a finales de 1987 y haberse logrado su desactivación gracias a los primeros antivirus o vacunas, en el caso de Jerusalén la vacuna fue realizada por la propia Universidad Hebrea,[cita requerida] la rapidez con la que el virus se auto-reproducía, la incredulidad de los usuarios y el desconocimiento sobre protección ante virus, hizo que este se extendiera por todo el mundo a una velocidad vertiginosa causando pérdidas de datos en numerosas empresas y particulares, afectando notablemente en los Estados Unidos, Europa y el cercano Oriente. La ciudad de Jerusalén optó por la destrucción de todos los archivos guardados en las máquinas infectadas.[cita requerida]
Jerusalén fue el precursor de multitud de variantes, que al igual que los ordenadores avanzaban en capacidad y rapidez, estos se amoldaban al desarrollo tecnológico siendo cada vez más dañinos. Ejemplos de estos virus fueron Russian, Arab Star, BlackBox, Black Widow, Fu.Manchu y Friday 13th (Viernes 13). Este último era capaz de inocular, además de archivos .EXE y .COM, otros con extensión .SYS, .BIN, .PIF y .OVL ampliando su abanico de infección. Aumentó escasamente su velocidad de reproducción y conseguía eliminar todos aquellos programas que se instalasen los días 13 de cada mes, una nueva propiedad de Jerusalén que mantenía en vilo a todos los usuarios de computadores cada vez que se aproximaba la fecha.
En 1991 renació nuevamente Jerusalén con su actualizada versión Jerusalem-B, a la cual agregaron pequeñas características, y una vez vueltas a compilar, mostraban una pequeña ventana con el nombre y datos de sus autores (Jeru.Roger, Jeru.Aguilar y otros).

## Otros nombres
El virus fue conocido por otros alias:
- Suriv 3.00;[2]
- Israelí;[4][6]
- 1813(COM);[4][6]
- Pipi, Phenome PSQR, Spanish, Timor, Puerto, Sub-Zero, T13;[2]
- 1808(EXE);[4][6]
- Miky, Nemesis, Mendoza, Messina, Mummy, Payday, Nov 30;[2]
- Barcelona361, A-204, 1600, 1767, Anarkia, Apocalypse, ;[2]
- I.D.F. virus;[4][6]
- Friday the 13th (Viernes 13);[4][6]
- Discom, CNDER, Captain Trips, Carfield, Clipper (no confundir con  el lenguaje de programación Clipper), Count,  IRA;[2]
- PLO virus;[4][6]
- sUMsDos, nombre derivado luego a sumDOS;[4][6]
- Moctezuma;[2]
- Sunday, Sunday-2;[2]
- Jerusalem (JerusalemB o Jerusalem B, nombre dado por la empresa McAfee).[4][nota 1]

## Derivados
El virus a su vez dio origen o sirvió de base para los siguientes:
- ArabStar;
- BlackBox;
- BlackWindow;
- HebrewUniversvfvfcffsefaesity;
- Russian;
- GP1 (Jerusalem.GP1), el cual infectaba a versiones menores a 2.x de Novell NetWare;[2]
- Loco loca;
- HK (desarrollado en la Universidad Politécnica de Hong Kong);[2]
- iCHAUCELA;
- Century;[2]
- Jerusalem B, Jerusalem.B Jerusalem-B;
- Westwood, Triple, Virus #2;[2]
- Danube (Jerusalem.AntiCAD.4096.Danube).[2]